# Roncus araxellus
Roncus araxellus är en spindeldjursart som beskrevs av Wolfgang Schawaller och Selvin Dashdamirov 1988. Roncus araxellus ingår i släktet Roncus och familjen helplåtklokrypare. Inga underarter finns listade i Catalogue of Life.